# Dicranota lassenensis
Dicranota lassenensis är en tvåvingeart som beskrevs av Alexander 1964. Dicranota lassenensis ingår i släktet Dicranota och familjen hårögonharkrankar. Inga underarter finns listade i Catalogue of Life.